# Nguyên sinh vật học
Nguyên sinh vật học là một bộ môn khoa học chuyên nghiên cứu sinh vật nguyên sinh, một nhóm chủ yếu gồm vi sinh vật nhân thực rất đa dạng thành phần loài. Tất cả các sinh vật nhân thực ngoài động vật, thực vật và nấm đều được coi là sinh vật nguyên sinh. Do đó, lĩnh vực nghiên cứu của ngành này trùng lặp với nhiều ngành học truyền thống khác như tảo học, nấm học và nguyên sinh động vật học vì đối tượng nghiên cứu của nguyên sinh vật học chủ yếu là sinh vật đơn bào như tảo, một số sinh vật trước đây được coi là nấm nguyên thủy và động vật nguyên sinh.
Chúng là một nhóm cận ngành với hình thái và lối sống rất đa dạng. Kích thước của chúng từ sinh vật nhân sơ đơn bào có đường kính chỉ vài micromet đến tảo biển đa bào dài vài mét.

## Lịch sử phát triển
Thuật ngữ "nguyên sinh vật học" có tiền thân từ thuật ngữ "nguyên sinh động vật học" (tiếng Anhː protozoology), thuật ngữ này đã trở nên phổ biến khi hiểu biết về các mối quan hệ tiến hóa của sinh vật nhân chuẩn đã được cải thiện, và hiện nay thường được thay thế bằng thuật ngữ "nguyên sinh vật học" thật sự (tiếng Anhː protistology). Ví dụ, Hiệp hội Nguyên sinh động vật học được thành lập năm 1947 có tên tiếng Anh là Society of Protozoologists, được đổi tên thành International Society of Protistologists vào năm 2005. Tuy nhiên, thuật ngữ cũ hơn được giữ lại trong một số trường hợp (ví dụ, tạp chí khoa học Ba Lan Acta Protozoologica).

## Các nhà nguyên sinh vật học đáng chú ý
Lĩnh vực nguyên sinh vật học đã được lý tưởng hóa bởi Haeckel (1834 - 1919), nhưng sự công nhận rộng rãi của ngành này chỉ mới xuất hiện gần đây. Trên thực tế, nhiều nhà nghiên cứu được trích dẫn dưới đây tự coi mình là nhà nguyên sinh động vật học, nhà tảo học, nhà nấm học, nhà vi sinh vật học, nhà kính hiển vi học, nhà ký sinh trùng học, nhà phân tích, nhà sinh vật học, nhà tự nhiên học, nhà động vật học, nhà thực vật học, v.v., nhưng đã có những đóng góp đáng kể cho lĩnh vực nàyː
- Carl Agardh
- William Archer
- Anton de Bary
- Karl Bělař
- Harold C. Bold
- Alexander Braun
- Otto Bütschli
- Thomas Cavalier-Smith
- Marius Chadefaud [ru]
- Carlos Chagas
- Édouard Chatton
- Tyge Ahrengot Christensen
- Lev Tsenkovsky
- Herbert Copeland
- Pierre Dangeard
- Yves Delage
- Karl Moriz Diesing
- Clifford Dobell
- Franz Theodor Doflein
- Valentin Dogiel
- Félix Dujardin
- C.G. Ehrenberg
- Hanuš Ettl [de]
- Fauré-Fremiet
- Wilhelm Foissner [de]
- Bohuslav Fott [es]
- Felix Eugen Fritsch
- Wendy Gibson
- Édouard de Fromentel
- Pierre-Paul Grassé
- Battista Grassi
- Karl Gottlieb Grell
- August Gruber [de]
- Ernst Haeckel
- Max Hartmann
- Edgard Hérouard
- Richard Hertwig
- Bronislaw M. Honigberg
- Gottfried Huber-Pestalozzi [de]
- Alfred Kahl
- Patrick John Keeling
- Georg Klebs
- Charles Atwood Kofoid
- Jiří Komárek [cs]
- Friedrich Traugott Kützing
- Ray Lankester
- Gordon Frank Leedale [fr]
- Louis-Urbain-Eugène Léger [fr]
- Ernst Lemmermann
- Rudolf Leuckart
- Gustav Lindau
- Alfred R. Loeblich Jr
- André Lwoff
- Lynn Margulis
- Émile Maupas
- Michael Melkonian
- Konstantin Mereschkowski
- Walter Migula
- Edward Alfred Minchin
- Øjvind Moestrup
- O.F. Müller
- Carl Nägeli
- Hermann Neubert [de]
- Alcide d'Orbigny
- Lindsay Shepherd Olive [de]
- Adolf Pascher
- David J. Patterson
- Eugène Penard
- Maximilian Perty
- Franz Poche [fr]
- Ernst Pringsheim Jr.
- Andrew Pritchard
- Stanislaus von Prowazek
- Gottlob Ludwig Rabenhorst
- Eduard Reichenow
- Muriel Robertson
- Julius von Sachs
- William Saville-Kent
- Asa Arthur Schaeffer [de]
- Fritz Schaudinn
- Joseph Schröter
- Max Schultze
- Franz Eilhard Schulze
- Vladimir Shevyakov
- C. von Siebold
- Paul Silva
- Heinrich Leonhards Skuja
- Borís Skvortsov (Skvortzov) [es]
- Gilbert Morgan Smith
- Frederick Kroeber Sparrow
- Friedrich von Stein
- Helen Tappan
- Alexandar Walkanow (Valkanov) [de]
- Charles Morley Wenyon
- George Stephen West
- Robert Whittaker
- Heinrich Georg Winter
- Otto Zacharias
- Friedrich Wilhelm Zopf